# 县辖区 (中华人民共和国)
县辖区，罕见情况下简称区，为中华人民共和国於1990年代前后撤区併乡之前普遍存在的一种行政区划单位，区划层次介于县和乡之间。县辖区的行政事务机构称为“区公所”。现行《中华人民共和国地方各级人民代表大会和地方各级人民政府组织法》规定：

第六十八条 省、自治区的人民政府在必要的时候，经国务院批准，可以设立若干派出机关。

　　县、自治县的人民政府在必要的时候，经省、自治区、直辖市的人民政府批准，可以设立若干区公所，作为它的派出机关。

　　市辖区、不设区的市的人民政府，经上一级人民政府批准，可以设立若干街道办事处，作为它的派出机关。

## 历史

### 早期沿革
1949年之前，中华民国在县以下的行政区划设有区公所。1928年9月15月，国民政府公布《县组织法》，规定县的下级自治机关为区公所、村里公所及闾长、邻长。1939年国民政府公布《县各级组织纲要》，开始实行“新县制”，区不作为一级行政或自治组织，只是“县府之辅助机关”，其主要任务是“代表政府督导各乡（镇）办理各项行政及自治事务”，只起上传下达，监督辅导地方自治的作用。区设军事、教育两名指导员。县下为乡（镇）公所，设民政、警卫、经济、文化四股。乡（镇）民代表会。乡镇长兼任中心学校校长、国民兵队长。 
中华人民共和国在九十年代撤区并乡以前，绝大部分县份的区划单位为区，区的数量从5个到10个，大县多的超过10个。同一时期，县治、少数具有独特经济地位的建制镇为与区处同一行政层次的地位，此类建制镇因由县直管，称为“直管镇”或直辖镇。县辖区的行政机构称为“区公所”，区公所为县政府派出机构，其行政官员称为“区长”。县辖区管辖的乡镇数量平均管辖4～5个，少则2～3个，多则5～8个。

#### 努图克
努图克（汉语拼音字母：Nûtag，东部标准音：[nʊtʰɑ̆ɡ̊]）是1958年人民公社化之前内蒙古自治区旗之下半农半牧地区和纯农业地区的行政单位，相当于县辖区。

### 撤区设乡
改革开放后，实行撤区併乡，基本为原来的二个乡（镇）合并为现行一个乡（镇），较小的乡镇则由三四个乡镇合并为一个乡镇，少数面积小、人口少的县辖区，区划调整后仅合并为一个乡镇。
2003年2月20日，山东省长岛县撤销8个区公所，改设为乡镇，至此山东省内不再有区公所设置。
2005年3月，新疆若羌县撤销祁曼塔格区，设立祁曼塔格管理委员会。
2005年6月，湖南省沅陵县撤销8个区公所，至此湖南省内区公所全部撤销。
2006年3月，新疆且末县撤销阿羌区，所辖乡由且末县直接管辖。
2008年6月30日，新疆莎车县撤销所辖的7个区公所。
2009年2月6日，新疆和静县撤销巴音布鲁克区公所。
截至2022年12月31日，全国还有2个区公所，分别在河北和新疆。
| 年份   | 数量  |
| ------ | ----- |
| 1953年 | 18900 |
| 1983年 | 8100  |
| 1994年 | 1068  |
| 1995年 | 703   |
| 1996年 | 544   |
| 1997年 | 398   |
| 1998年 | 339   |
| 1999年 | 345   |
| 2000年 | 255   |
| 2001年 | 78    |
| 2002年 | 66    |
| 2003年 | 26    |
| 2004年 | 20    |
| 2006年 | 10    |
| 2008年 | 3     |
| 2009年 | 2     |
| 2022年 | 2     |

|      | 2002年 | 2003年 | 2004年 | 2006年 | 2008年 | 2009年 | 2022年 |
| ---- | ------ | ------ | ------ | ------ | ------ | ------ | ------ |
| 河北 | 1      | 1      | 1      | 1      | 1      | 1      | 1      |
| 山东 | 8      | －     | －     | －     | －     | －     | －     |
| 湖南 | 8      | 8      | 8      | －     | －     | －     | －     |
| 四川 | 32     | －     | －     | －     | －     | －     | －     |
| 甘肃 | 6      | 6      | －     | －     | －     | －     | －     |
| 新疆 | 11     | 11     | 11     | 9      | 2      | 1      | 1      |
| 合计 | 66     | 26     | 20     | 10     | 3      | 2      | 2      |

## 现存县辖区
目前现存的县辖区如下：
- 南山区：位于河北省张家口市涿鹿县；
- 奎依巴格区：位于新疆维吾尔自治区喀什地区泽普县。[5]

由于技术困难，截止目前，两县辖区并未登记在国家统计局的统计区划代码名录中，但后者则登记有同名镇和同名乡。